# 2019 MO
2019 MO, temporariamente designado por A10eoM1, era um pequeno e inofensivo asteroide próximo da Terra, de 3 metros, que atingiu a Terra em 22 de junho de 2019 por volta das 21:30 UT. Quando descoberto pela primeira vez, 2019 MO estava a cerca de 500.000 quilômetros da Terra.  O campo de derrama foi espalhado pelo Mar do Caribe. Foi detectado por infrassons e gerou um bólus de 5 kt na costa sul de Porto Rico.O asteróide estava chegando perto de um periélio em 22 de junho de 2019 (a aproximação mais próxima do Sol) quando impactou a Terra. O asteroide tinha 5 metros de tamanho e parece ser um asteroide Alinda originado da ressonância de movimento médio 3: 1 com Júpiter.